# Becket (film, 1964)
Pour les articles homonymes, voir Becket.

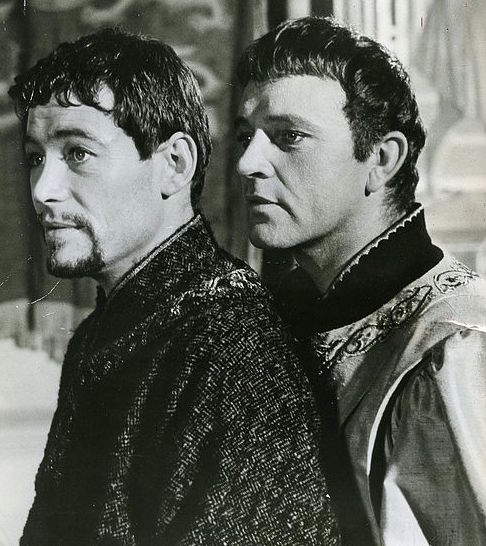
Peter O'Toole et Richard Burton, photographie promotionnelle pour le film.

Becket est un film britannico-américain réalisé par Peter Glenville, sorti en 1964. Il s’agit de la reprise à l'écran de la pièce de théâtre Becket ou l'Honneur de Dieu de Jean Anouilh créée en 1959.

## Synopsis
Au XIIe siècle, Thomas Becket est le chancelier du royaume et l'ami d'Henri II d'Angleterre. Celui-ci le nomme archevêque de Cantorbéry à la mort de ce dernier. Becket prend alors son nouveau rôle au sérieux et refuse de plier devant le roi. Sa défense acharnée des droits de l’Église provoque un conflit entre les deux hommes.

## Fiche technique
- Titre : Becket
- Réalisation : Peter Glenville
- Scénario : Edward Anhalt et Lucienne Hill d'après la pièce éponyme de Jean Anouilh
- Production : Hal B. Wallis, Joseph H. Hazen
- Société de production : Paramount Pictures
- Musique : Laurence Rosenthal
- Photographie : Geoffrey Unsworth, assisté d'Ernest Day (cadreur)
- Direction artistique : Maurice Carter
- Costumes : Margaret Furse
- Montage : Anne V. Coates
- Affiche : Michel Landi
- Pays d'origine :  Royaume-Uni -  États-Unis
- Langue : Anglais
- Formats : 70 mm 2,20:1 6 pistes stéréo - Technicolor - 35 mm 2,35:1 mono
- Genre : Biographie, drame
- Durée : 148 minutes
- Date de sortie :
  - France : 29 avril 1964[1]
- Affiches : Raymond Elseviers (Belgique), Macario Gómez Quibus (Espagne)

## Distribution

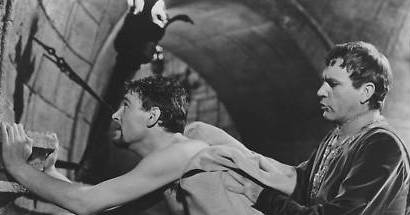
Peter O'Toole et Richard Burton dans une scène du film.

- Richard Burton (VF : André Falcon) : Thomas Becket
- Peter O'Toole (VF : Michel Gatineau) : Henri II d'Angleterre
- John Gielgud (VF : François Chaumette) : Louis VII de France
- Gino Cervi (VF : Paul Bonifas) : cardinal Zambelli
- Paolo Stoppa (VF : Henri Crémieux) : pape Alexandre III
- Donald Wolfit (VF : Jean Marchat) : évêque Foliot, évêque de Londres
- David Weston : frère John
- Martita Hunt : Mathilde l'Emperesse
- Pamela Brown : Aliénor d'Aquitaine
- Siân Phillips (VF : Jacqueline Porel) : Gwendolen
- Felix Aylmer (VF : Léonce Corne) : Thibaut du Bec, archevêque de Cantorbéry
- Percy Herbert (VF : Gérard Buhr) : baron
- Inigo Jackson (VF : Michel Gudin) : Robert II de Beaumont
- Niall MacGinnis : baron
- John Phillips (VF : Stéphane Audel) : évêque de Winchester
- Frank Pettingell (VF : Serge Nadaud) : évêque de York
- Véronique Vendell : prostituée française
- Jennifer Hilary : fille du paysan saxon
- Peter Jeffrey : baron

Acteurs non crédités
- Geoffrey Bayldon : frère Philip
- Tutte Lemkow : courtisan français